# Martha Ford
Martha Firestone Ford (* 16. September 1925 in Akron, Ohio) ist eine US-amerikanische Unternehmerin und ehemalige Besitzerin des American-Football-Teams Detroit Lions, aus der National Football League (NFL).

## Leben
Ford ist eine Enkelin von Harvey Samuel Firestone, dem Gründer des Reifenherstellers Firestone Tire & Rubber Company. Sie besuchte das Vassar College, an dem sie im Jahr 1946 ihren Abschluss machte. Im Jahr 1947 heiratete sie William Clay Ford Senior. Dieser war seit 1964 alleiniger Besitzer der Detroit Lions. Seit dem Tod ihres Ehemanns im Jahr 2014 ist sie Besitzerin des Teams.
Martha Ford hat vier Kinder, darunter den Sohn William Clay Ford Junior (Bill Ford), 14 Enkelkinder und zwei Urenkelkinder.